# Campeonato Mundial de Pelota Vasca de 1974
El Campeonato del Mundo de Pelota Vasca de 1974 fue la 7.ª edición del Campeonato del Mundo de Pelota Vasca, organizado por la Federación Internacional de Pelota Vasca. El campeonato se celebró por tercera vez en la historia en Montevideo (Uruguay).

## Desarrollo
El torneo se celebró en noviembre y diciembre de 1974, contó con la participación de países como España, Argentina, México, Francia y Uruguay, entre otros. El ganador final fue la selección de Argentina, que obtenía así su segundo título absoluto de los campeonatos.

## Especialidades
Se disputaron 12 títulos mundiales en las diferentes especialidades, conforme el siguiente desglose en el que se indica el ganador y medallistas de cada una de ellas:
Trinquete, cinco títulos:
| Especialidad    | Oro                                      | Plata                              | Bronce                            |
| Mano individual | Francia Panpi Ladutxe                    | Uruguay C. Iraizoz                 | España Echandi                    |
| Mano parejas    | Francia J. Dargel - J. Urdampilleta      | España J.M. Goicoechea - Echeveste | Uruguay L. Castillo - J. Iraizoz  |
| Paleta cuero    | Argentina J. Utge - Ricardo Bizzozero    | Uruguay C. Bernal - N. Iroldi      | España D. Alcorta - E. Portu      |
| Paleta goma     | Argentina A. Olite - H. Porzio           | Uruguay G. Arcaus - J. Valverde    | Francia F. Elduayen - F. Dibarrat |
| Xare            | Argentina H. Leyenda - Ricardo Bizzozero | Uruguay C. Pose - R. Alfieri       | Francia Labat - J. Junca          |

Frontón 36 metros, cuatro títulos:
| Especialidad    | Oro                                 | Plata                         | Bronce                                    |
| Mano individual | España Maiz I                       | Francia Minondo               | México F. Medina                          |
| Mano parejas    | España Sacristan - Iruzubieta       | Francia Mougica - Sallaberry  | México Rosendo Izquierdo - Raymundo Tovar |
| Paleta cuero    | Argentina Ancizu - Reizabal         | Uruguay Aarón Sehter - Utge   | España Berrotaran - Clairacq              |
| Pala corta      | Francia Santiago Mendiluce - Llorca | Argentina Berrotaran - Millet | España Salazar - Sánchez                  |

Frontón 30 metros, dos títulos:
| Especialidad | Oro                               | Plata                              | Bronce                             |
| Frontenis    | México M. Becerra - A. Becerra    | Argentina H. Porzio - A. Armas     | Uruguay A. Martínez - D. Martínez  |
| Paleta goma  | Argentina Aarón Sehter - D. Olite | México José Becerra - Rubén Rendón | Uruguay A. Martínez - A. Arrospide |

Frontón 54 metros, un título:
| Especialidad | Oro                               | Plata                                | Bronce                              |
| Cesta punta  | Francia J. Abeberry - J. Irazoqui | México Adrián Zubikarai - A. Andrade | España I. Rodríguez - J. Calzacorta |

Nota 1: Se señalan únicamente los nombres de los pelotaris que disputaron las finales.

## Medallero
|   | País      | Oro | Plata | Bronce | Total |
| - | --------- | --- | ----- | ------ | ----- |
| 1 | Argentina | 5   | 2     | 0      | 7     |
| 2 | Francia   | 4   | 2     | 2      | 8     |
| 3 | España    | 2   | 1     | 5      | 8     |
| 4 | México    | 1   | 2     | 2      | 5     |
| 5 | Uruguay   | 0   | 5     | 3      | 8     |

Nota 1: Se contabilizan en primer lugar el total de las medallas de oro, luego las de plata y en último lugar las de bronce.